# Ich lass für dich das Licht an
Ich lass für dich das Licht an is een nummer van de Duitse band Revolverheld uit 2014. Het is de tweede single van hun vierde studioalbum Immer in Bewegung.
Het nummer is een gevoelige ballad over een man die zó veel van zijn vrouw houdt, dat hij alles voor haar zou doen, ook dingen die hij zelf eigenlijk helemaal niet wil doen. In het Duitsland en Oostenrijk werd het nummer een grote hit, met een 7e positie in Duitsland.